# 白山市立旭丘小学校
白山市立旭丘小学校（はくさんしりつ あさひがおかしょうがっこう）は、石川県白山市宮永町にある公立小学校。

## 概要
本校は、白山市の北部に位置しており、1981年4月に北陽小学校から分離開校した。
本校では、様々な教育活動の中で、小さなことでも「分かった」「できた」という成功体験を積み重ね、「もっとやりたい」「さらに考えたい」という自主的･主体的な姿を求めていき、「活力」あふれる子ども、教師、学校をめざすことを目標としている。
校舎は1981年3月に完成した。その後、1999年に耐震補強、大規模改造工事を行った際に多目的室とパソコン室の増築を行った。
本校では、1982年以降PTAの協力の下、子どもたちに農業体験を通して収穫の喜びを味わうことが出来るようにと学校農園「どろんこ農園」を設け、田植え、稲刈りなどの稲作体験を毎年行っている。その学校農園で収穫したもち米を使って、“餅つきフェスティバル”を開催するのが恒例となっている。餅つきフェスティバルは、PTA活動の一環として行われており、当日は多くの保護者が役割分担してイベントを盛り上げる。

## 沿革
- 1981年 - 松任市内９番目の小学校「松任市立旭丘小学校」として開校[3]
- 1982年 - 勤労生産学習研究推進校、特色ある学校づくり研究推進校の指定を受ける。以降、「体験農園」設置、「米づくり体験農園」「農業農村体験」事業の指定を受け、現在まで継続[3]
- 1995年 - 学級増にともないプレハブ２教室建設。[3]
- 1999年 - 耐震補強、大規模改造工事開始。多目的室、パソコン室完成。[3]
- 2000年 - 耐震補強、大規模改造工事終了[3]
- 2005年 - 市町村合併のため白山市立旭丘小学校と改名する。[3]
- 2018年 - 本校PTAが日本PTA全国協議会会長表彰を受賞。[3]
- 2019年 - 校舎大規模改造工事開始[3]
- 2020年 - 校舎大規模改造工事終了[3]
- 2021年 - 体育館大規模改造工事開始[3]

## 学校教育目標
本校では、「新しい時代をたくましく生き抜く児童の育成 ～笑顔あふれるあさひっ子をめざして～」を学校教育目標として掲げている。

## 通学区域
本校の卒業生は、基本的に光野中学校へ進学している。
福増町、宮永新町、中新保町、八田中町、八田町、一塚町、倉部町、宮永町（ただし、北相木１・２区を除く。）、宮永市町（ただし、北相木１・４・５区、東宮永市区を除く。）

## 進学先中学校
- 光野中学校

## 出身著名人
- 大谷駿斗 サッカー選手

## アクセス
- E8 北陸自動車道「白山IC」より車で約5分
- 宮永（石川県）バス停より約9分

## 周辺
- 竹松墓地公苑
- シャープディスプレイマニュファクチャリング（株） 白山工場
- あさひこども園
- 白山警察署 宮永交番
- 北陸自動車道 白山IC
- ローソン 白山竹松町店
- セブン-イレブン 白山宮永店
- むとう小児科医院
- 雪印メグミルク（株）北陸営業所